# Paradosso dell'avvocato
Il paradosso dell'avvocato (anche detto paradosso di Protagora) è un paradosso citato da Aulo Gellio  e secondo la tradizione riferito ad elaborazioni della scuola stoica.

## Il caso
Secondo questa versione, Protagora avrebbe formato agli studi di legge, come istitutore, un giovane promettente, Evatlo (Euathlus), dal quale ebbe solo la metà di quanto richiesto per le lezioni e col quale stabilì che il resto sarebbe stato saldato dopo che questi avesse vinto la sua prima causa.
Ma Evatlo non cominciò la professione di avvocato, anzi si diede alla politica, e non avendo vinto la sua prima causa poiché non ne aveva mai fatte, Protagora non veniva pagato; quest'ultimo lo citò dunque in giudizio per essere saldato del prezzo delle sue lezioni.
Il giovane decise di difendersi da solo, divenendo perciò avvocato di sé medesimo, e creando questa situazione di indeterminatezza:
- secondo Protagora:
  - se Evatlo avesse vinto, avrebbe dovuto pagarlo in base all'accordo, perché avrebbe vinto la sua prima causa;
  - se Evatlo avesse perso, avrebbe dovuto pagarlo comunque per effetto della sentenza.
- secondo Evatlo:
  - se Evatlo avesse vinto, non avrebbe dovuto pagare Protagora per effetto della sentenza;
  - se Evatlo avesse perso, non avrebbe dovuto pagare Protagora perché in base all'accordo non aveva vinto la sua prima causa.

Il paradosso è spesso citato a fini umoristici per segnalare la "gara di speciosità" sempre corrente fra le categorie forensi e quelle della politica.